# Нелимитированная орбита
«Нелимитированная орбита» (англ. Orbit Unlimited ) — фантастический роман американского писателя Пола Андерсона. Впервые опубликован в 1961 году. Входит в цикл «История Рустума»

## Сюжет

### Часть 1 «Амбар Робин Гуда»
Земля будущего. Цивилизация идёт к своему закату: население планеты растёт, ресурсы истощаются, общий уровень образованности землян падает. Межзвёздные перелёты открыты несколько веков тому назад, но они почти никому не интересны, поскольку достаточно дороги и с учётом досветовых скоростей занимают значительное время, поэтому построено всего несколько десятков кораблей. Восстание в Северной Америке против существующего положения дел подавлено, власть принадлежит деспотическому Федеральному правительству.
Упадок цивилизации и её деградация вполне очевидны для комиссара Свободы, выходца с самых низов. В обществе появилось новое течение конституционалистов - образованных людей и сторонников реформ. Однако это течение будет неминуемо подавлено, что лишит человечество последней надежды. И комиссар Свобода, сын которого Ян Свобода тоже является сторонником конституционализма, решает спасти реформистов. Он предлагает им отправиться на новую открытую планету Рустум в системе Эпсилон Эридана, где человечество получило бы шанс на выживание.

### Часть 2 «Горящий мост»
Колонисты из числа конституционалистов отправились в межзвёздный полёт к Рустуму на пятнадцати кораблях. Путешествие на скорости, составлявшей около половины световой, должно занять годы, и большая часть экипажа и колонистов погружена в анабиоз. Радист эскадры получает сообщение с Земли, что власть на Земле перешла к сторонникам конституционалистов, и эскадре необходимо вернуться назад, поскольку Земля нуждается в образованных людях. Тем не менее, это может быть провокацией, чтобы заставить колонистов вернуться и подвергнуться репрессиям.
Командующий эскадрой Джошуа Коффин должен решить, выполнять ему первоначальный приказ и долететь до Рустума, либо же вернуться домой. Положение осложнялось тем, что условия на Рустуме являются не самыми подходящими для человека, а значительное число колонистов отправилось в космос, будучи к этому вынужденными, и с радостью возвратилось бы при изменении на Земле политического режима. Разбудить всех колонистов и провести референдум не представляется возможным, а каждый день промедления с принятием решения значительно увеличивает время, через которое корабли вернулись бы на Землю.
Тогда Коффин, взяв на себя ответственность, фабрикует новую радиограмму с Земли, из которой следует, что Землю по-прежнему контролируют бюрократы. Колонисты приняли решение продолжать полёт. Коффин, чувствуя за собой вину, слагает с себя полномочия командующего и переходит в разряд колонистов.

### Часть 3 «И всё-таки вперёд»
Эскадра добралась до Рустума и начала колонизацию. Значительная часть грузов и колонистов высажена на планете, но в результате ошибки Яна Свободы разгерметизированный корабль с оборудованием для ядерного реактора оказался в радиационном поясе Рустума, пронизан ионизирующим излучением и не может быть спущен на поверхность планеты. Без этого реактора колонисты не смогут выжить в чужом мире и будут вынуждены вернуться на Землю. Однако колонисты находят способ спустить неуправляемый корабль на более низкую орбиту и спасти ценное оборудование.

### Часть 4 «Мельница богов»
Прошло семнадцать лет с момента высадки. Люди обжились на высокогорном плато на планете, столкнулись с первыми трудностями, понесли первые потери. Для сохранения генетического разнообразия они вынуждены воспитывать детей, выращенных искусственным способом и потому нелюбимых приёмными родителями и ненавидимых другими детьми.
Дэнни Коффин, приёмный сын бывшего командующего эскадрой Джошуа Коффина, оставшегося на Рустуме, не выдержал издевательств и ушёл гулять в низины, где повышенное атмосферное давление и высокое содержание углекислого газа и азота тягостны для обычных людей. Шантажируемый Тероном Вульфом Ян Свобода вынужден помочь Джошуа Коффину в поисках мальчика. Спустившись в низины, они через несколько дней поиска нашли Дэнни, попутно обнаружив съедобные местные фрукты. Оказалось, что Дэнни способен выдерживать условия низин и, став вместо изгоя героем, может дать начало колонизации всей планеты.